# Voiture voyageurs
 (novembre 2008).
Si vous disposez d'ouvrages ou d'articles de référence ou si vous connaissez des sites web de qualité traitant du thème abordé ici, merci de compléter l'article en donnant les références utiles à sa vérifiabilité et en les liant à la section « Notes et références ».
Pour les articles homonymes, voir Voiture.

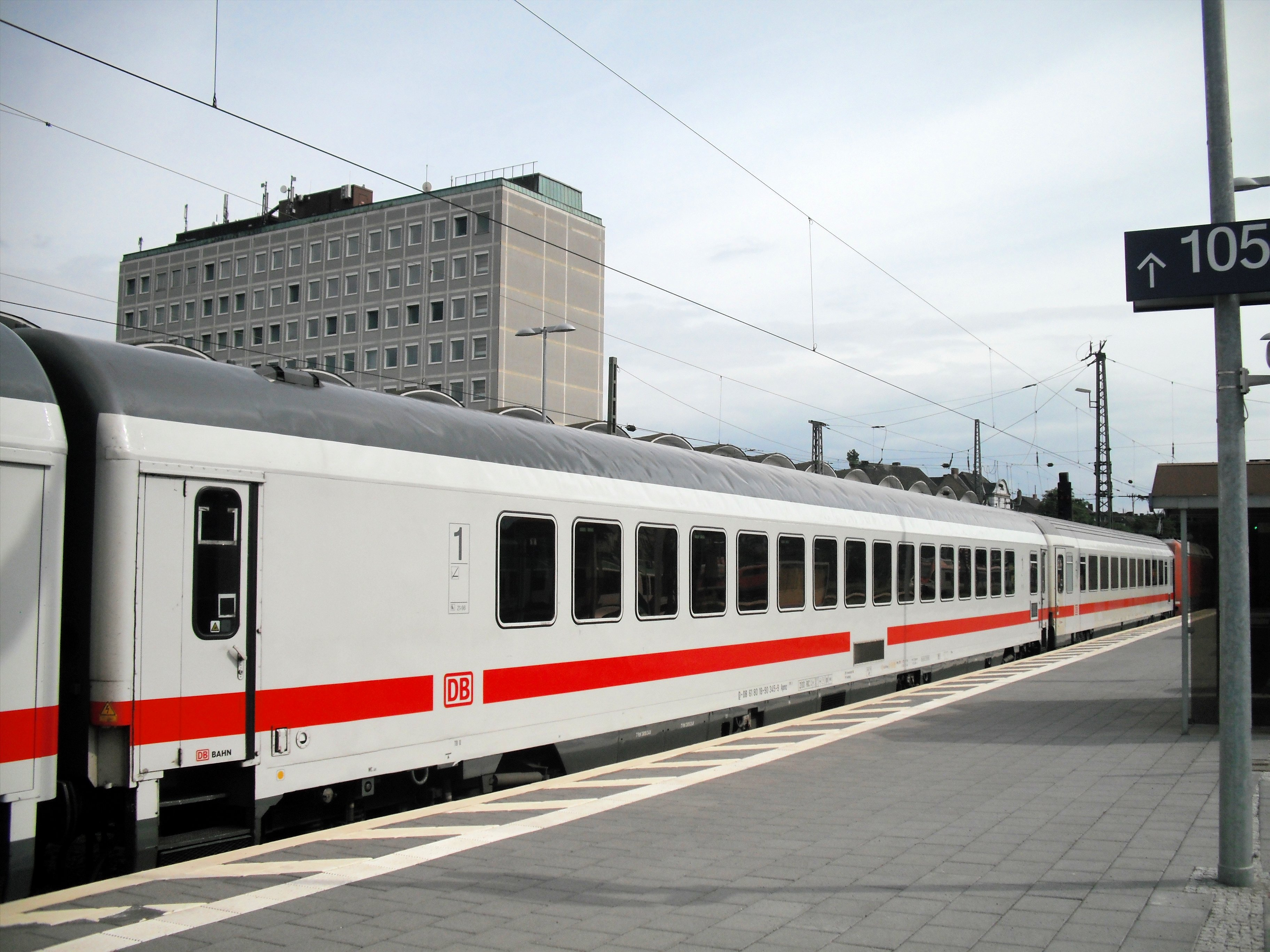
Voiture Apmz^{125.3} de la DB (2011)

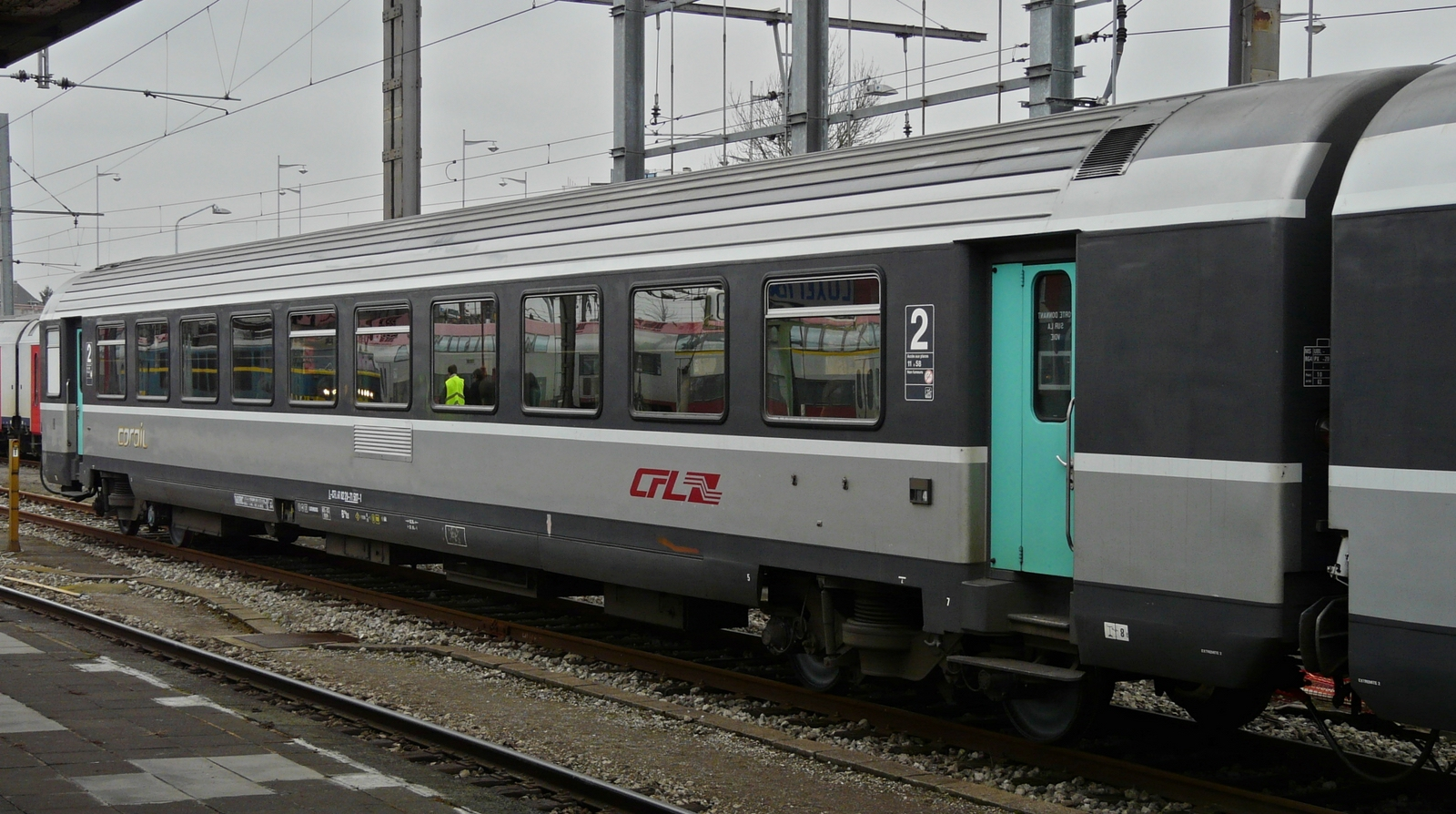
Voiture Corail des CFL (2010)

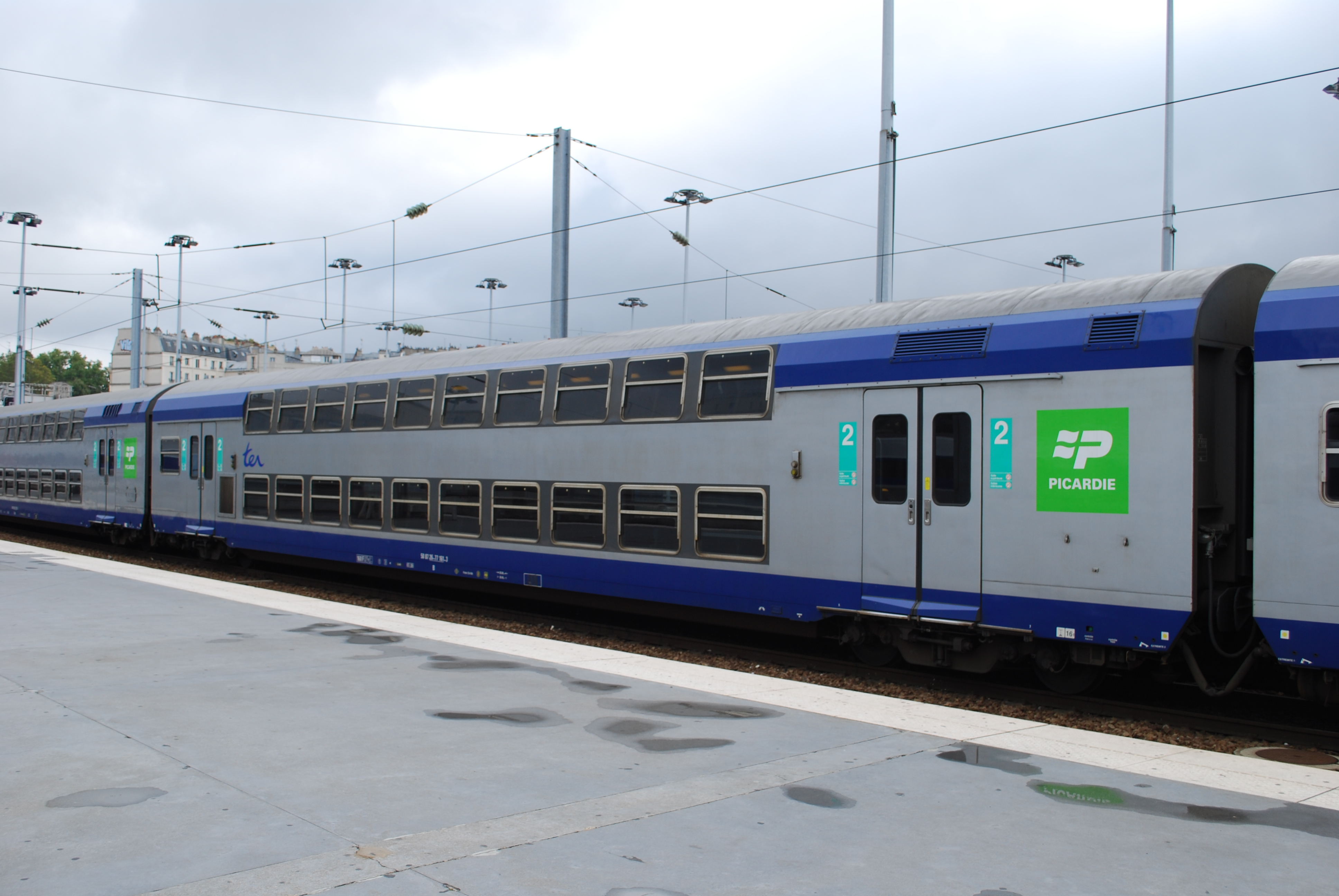
Voiture à deux niveaux (V2N) de la SNCF (2012)

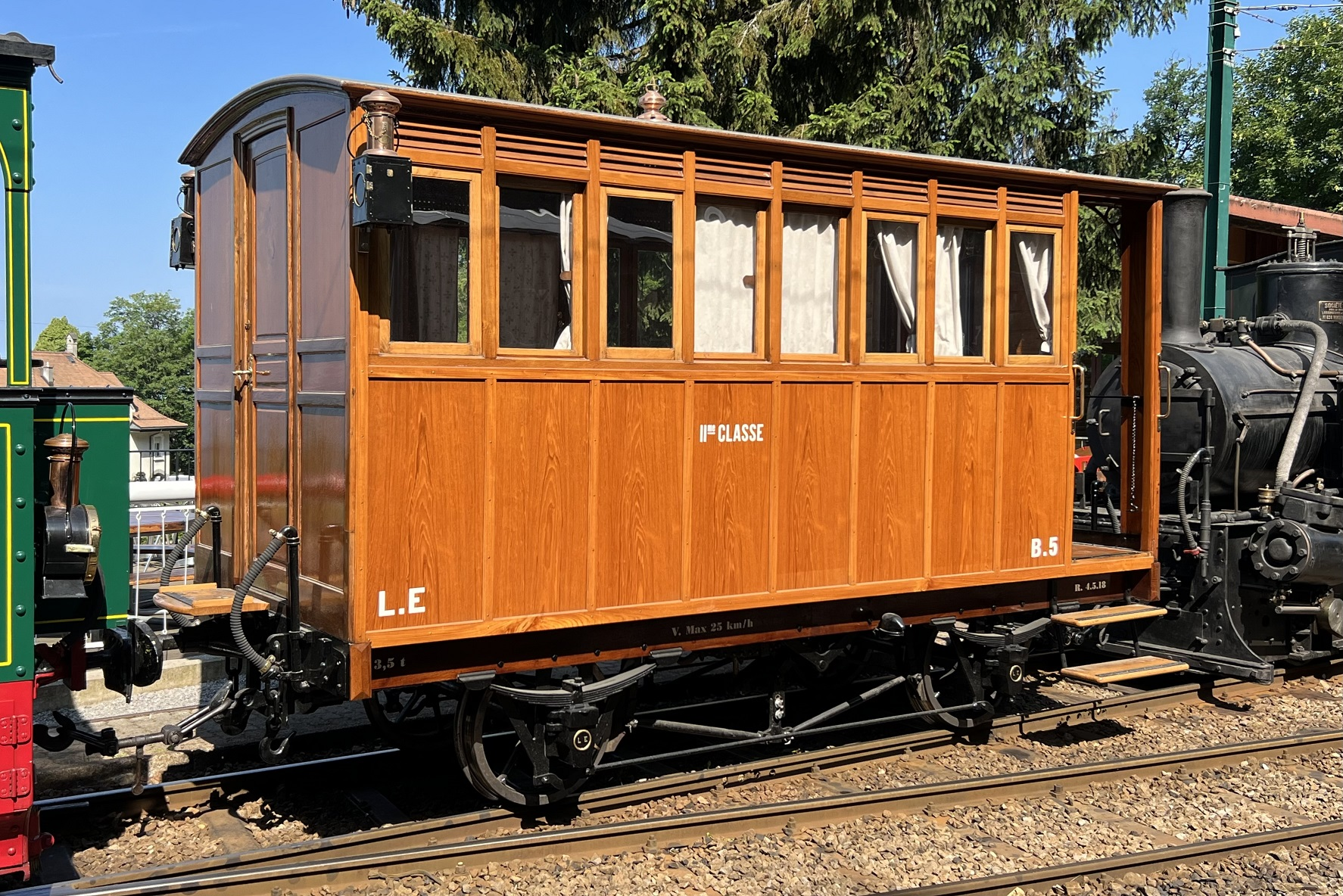
Ancienne voiture voyageurs du MC datant du 1865 comme B^{2} 5 du LE, aujourd'hui au BC (2023)

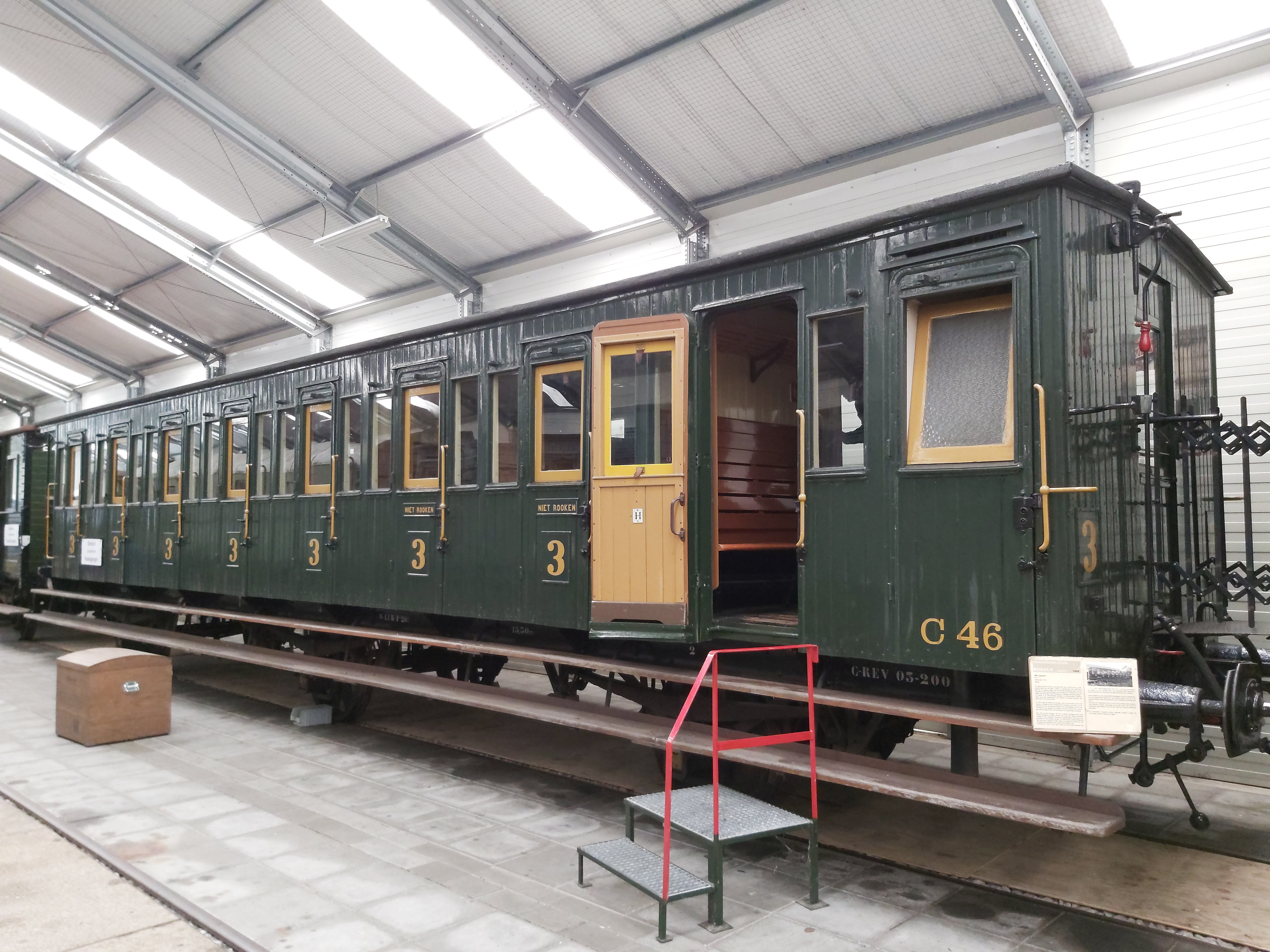
Voiture à caisse en bois et portières latérales ex-SNCB (2019)

Dans le domaine des chemins de fer, une voiture voyageurs est une voiture de chemin de fer spécialement conçue pour le transport de passagers en position assise (ou debout pour les transports de proximité).
On distingue généralement deux types de voitures selon leurs niveaux de confort :
- voitures de première classe (diagramme commençant en A), offrant le meilleur confort et la densité la plus faible,
- voitures de seconde classe (diagramme en B), offrant une plus grande capacité.

Historiquement il existait des classes à bas coût nommées 3e, voire 4e, classes comme sur les bateaux de croisière.
Certaines voitures sont mixtes :
- première / deuxième classe,
- fourgon, un espace étant réservé à une fonction fourgon aujourd'hui destiné à l'accueil des vélos (autrefois des bagages ou encore d'un générateur).
- les voitures-pilote, généralement des voitures mixtes fourgon accueillant un poste de conduite pour la réversibilité,
- voiture-bar, dont une partie permet l'accueil de la clientèle d'un service de restauration rapide.

## Histoire

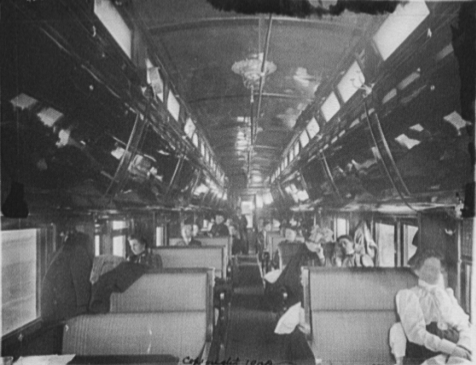
Aménagement intérieur d'un Pullman car du Chicago and Alton Railroad circa 1900

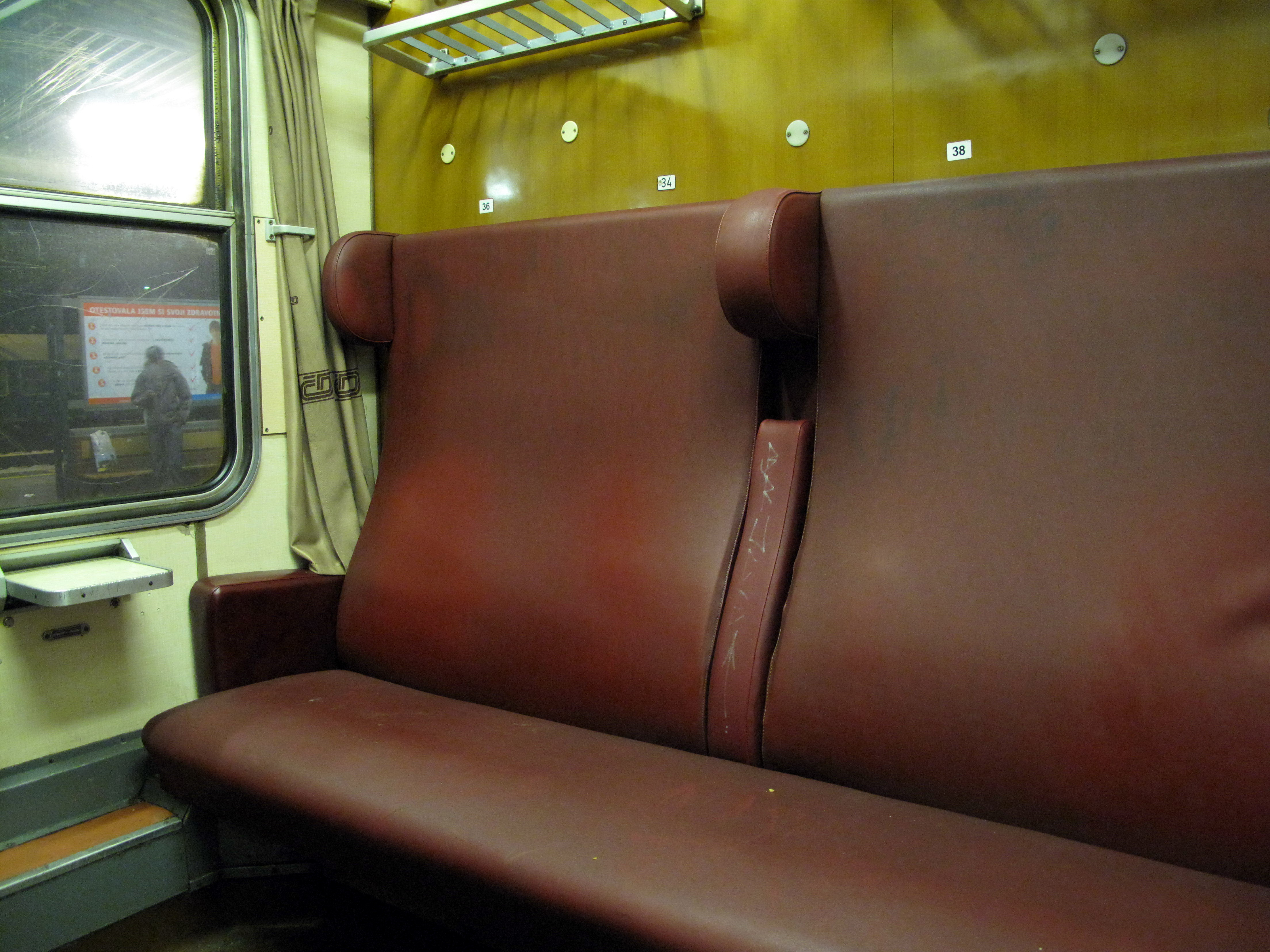
Compartiment de seconde classe d'une voiture Y/B 70.

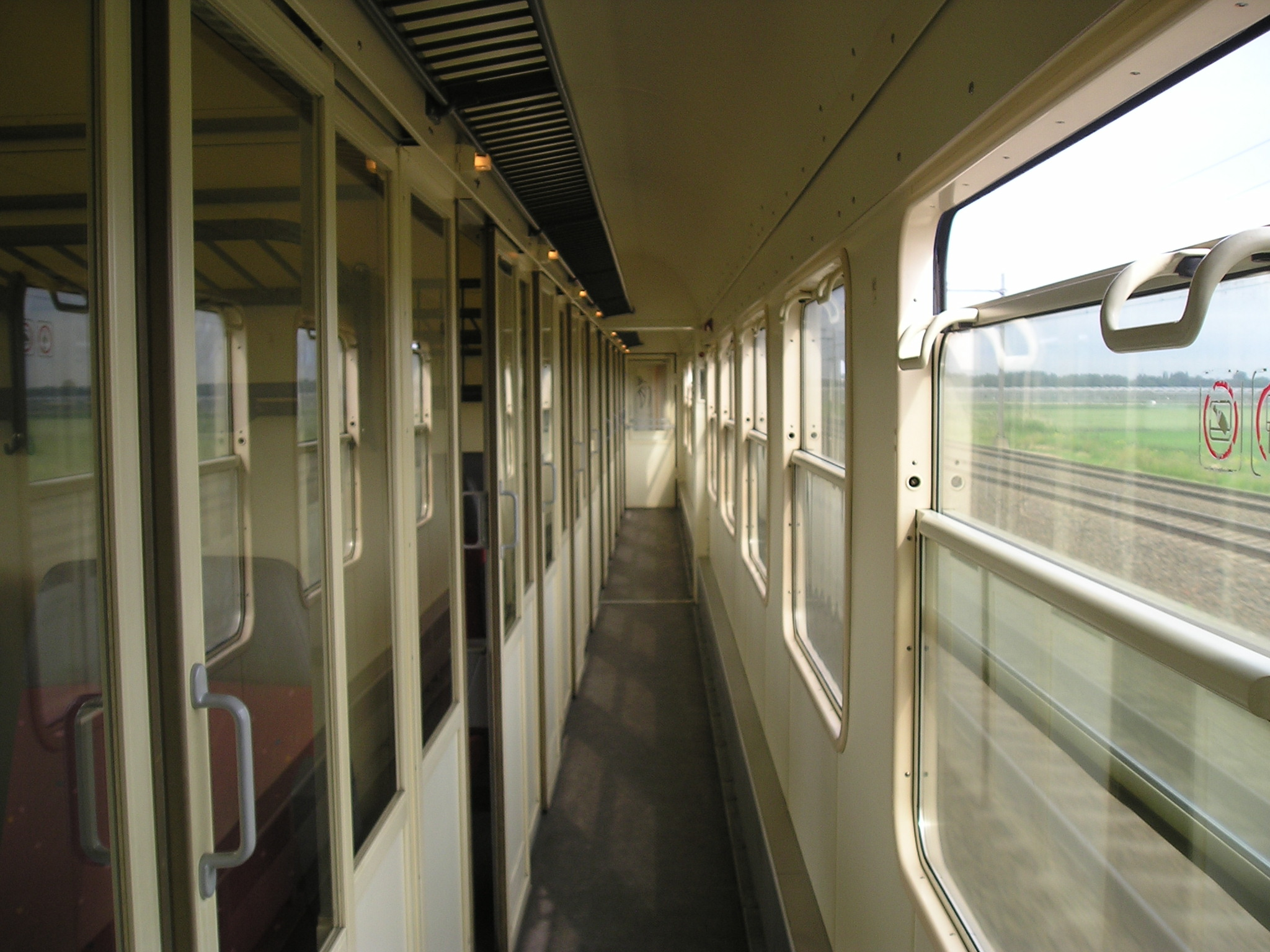
Couloir d'une voiture à compartiments UIC-X.

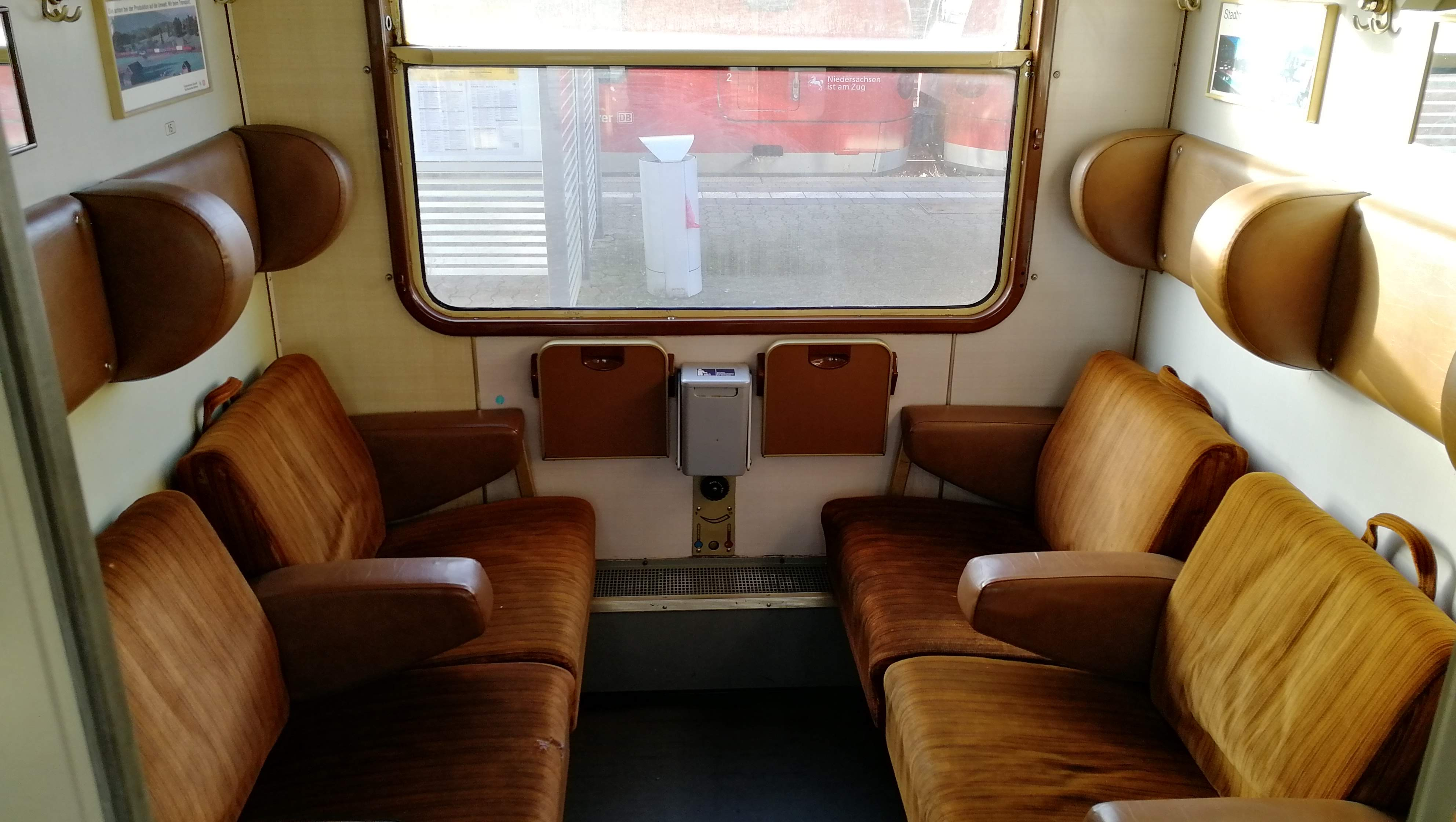
Intérieur d'une voiture UIC X à compartiments de seconde classe

Dès les tout  premiers débuts de l'histoire des chemins de fer, on a ressenti la nécessité de concevoir des voitures adaptées au transport des voyageurs avec une capacité supérieure à celle des véhicules hippomobiles en usage jusqu'alors.

### XIXesiècle
Vers 1831, les voitures sont de plusieurs formes et ont différentes destinations ; les unes, construites à peu près comme des diligences, se composent de trois caisses réunies sur le même train et contiennent dans chaque caisse six personnes assises en face l'une de l'autre dans des places disposées en fauteuils; un siège sur le devant et un à l'arrière sur l'impériale sont destinés aux voyageurs curieux d'observer la route en dehors. C'est sur cette impériale que sont rangés les bagages. Ce sont des voitures de première classe. Des voitures particulières de toutes formes, de toutes grandeurs sont à la disposition du gentleman et de l'aristocrate. Des voitures chinoises sont des chars-à-bancs surmontés de tentes et entourés de rideaux. Ces voitures sont montées en trains adaptés aux rails et garnis devant et derrière de deux gros tampons élastiques pour amortir l'entrechoc des voitures qui ne sont reliées entre elles que par des chaines.
Les premières voitures de chemin de fer furent mises en circulation en Grande-Bretagne en 1838 sur la ligne Londres - Birmingham et présentaient déjà la particularité d'être divisées en  « classes ». Dans les premiers trains historiques, il n'était pas rare que les voitures soient accompagnées de wagons réservés au transport des chevaux, utiles pour permettre à certains voyageurs de terminer leur parcours.
Les premières voitures ont été construites par des fabricants de diligences. Ainsi, il s'agissait simplement de caisses de diligence fixées sur un wagon plat. Rapidement, on a juxtaposé plusieurs "caisses" pour faire des voitures plus longues. Cette disposition est à l'origine de l'existence des compartiments. Aux États-Unis d'Amérique, la disposition coach a rapidement été adoptée, car les constructeurs partaient d'un savoir-faire inexistant et ont donc beaucoup inventé. En France, il faudra attendre la série des voitures USI en 1960 pour voir la disposition à couloir central sans compartiment se banaliser.
Au cours des années, divers types de voitures particulières sont apparus, par exemple les voitures panoramiques placées en queue de certains trains célèbres ou celles présentant un dôme central surélevé, destinées dans les deux cas à offrir aux voyageurs une meilleure vision des panoramas traversés, ou bien les voitures conçues par George Pullman vers le milieu du XIXe siècle spécifiquement adaptées au voyage de nuit.

### XXesiècle
En Europe, en 1973, les voitures Eurofima sont destinées aux trajets longue distance et internationaux. Elles devaient remplacer les anciennes voitures UIC-X dans les trains internationaux d'affaire. Chaque voiture a une capacité d'accueil de 54 places assises en première classe, réparties en 9 compartiments, et 66 places dans les voitures de seconde classe, réparties dans 11 compartiments plus 18 places sur des strapontins dans le couloir. Pour la fabrication de ces voitures, on a utilisé pour la première fois le concept de caisse avec des profilés d'acier et de la tôle avec des compléments en résine ; ce concept a été repris ensuite sur les voitures de type UIC-Z1. Une nouveauté sur ces voitures concerne les portes affleurant au nu extérieur de la caisse, qui garantissent un plus grand silence d'écoulement en évitant les remous classiques au niveau des niches de porte. Toutes les voitures Eurofirma disposaient de la climatisation. Toutefois, ces voitures furent rapidement remplacées par de voitures nationales comme le Corail ou UIC-Z.

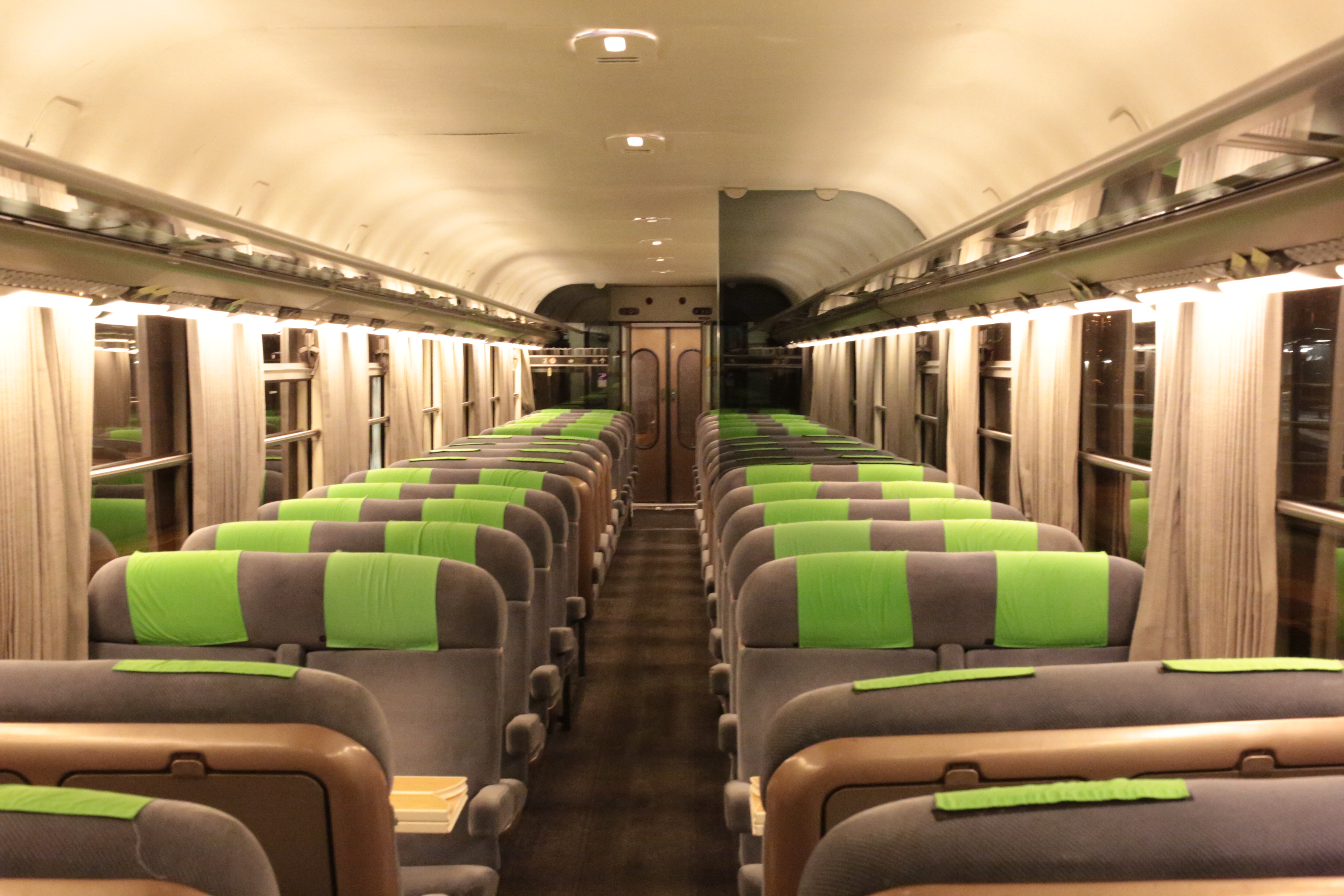
Intérieur d'une voiture Corail+ de 2e classe à allée centrale (Vtu).

Les voitures Corail sont des voitures voyageurs de la Société nationale des chemins de fer français, mises en service entre 1975 et 1989. Le nom de baptême « Corail », qui s’applique aussi aux trains composés de ces voitures, est un mot-valise formé de « confort » et « rail ». Ce nom popularisé par la publicité évoque également la couleur orange vif des portières qui caractérisait la première livrée de ces voitures.
Avec le TGV, l’aménagement intérieur, en 1re classe, est d’un certain niveau — larges fauteuils en velours à plusieurs positions, tapis épais, moquettes murales, mini-salons d’affaires, prises pour ordinateurs —. Cependant, dès l’origine, il n'y a pas de voiture-restaurant, puis la restauration à la place est supprimée progressivement et  les oreillers repose-tête disparaissent, tandis que les services et le confort proposés aux voyageurs sont jugés modestes par rapport aux défunts Trans-Europ-Express ou à certains trains à grande vitesse, notamment l’Acela Express, le Shinkansen, l’ICE ou le KTX coréen. Des voyageurs trouvent le TGV moins confortable en 2e classe que dans les voitures des rames Corail qui précédaient le TGV. Les principaux problèmes évoqués sont la diminution du « pas » (distance entre deux sièges, cette dernière est résolue sur l’AGV par un plancher un peu plus bas et donc plus large), un rembourrage des sièges moins épais et l’obligation de réservation, jugée contraignante, notamment pour les trajets très courts. Le placement de certains sièges à hauteur des trumeaux (montants de fenêtre) produit des places aveugles où les passagers n’ont presque aucune vue sur l’extérieur. Le confort acoustique est généralement très bon. Le niveau de bruit moyen, à 300 km/h, peut être aussi bas que 64 dB(A) aux meilleures places (salle hautes, duplex, 1re classe) notamment du fait de l'éloignement des sources de bruit solidien (équipements techniques, essieux, bogies et suspension), contre plus de 72 dB(A) à bord de certains "vieux" Shinkansen (anciennes générations avant la mise en service depuis des années des rames N700, N700A, "Hayabusa" E5 et rames E7 pour ne citer que celles-ci), et près de 80 dB(A) à bord d'un avion de ligne.

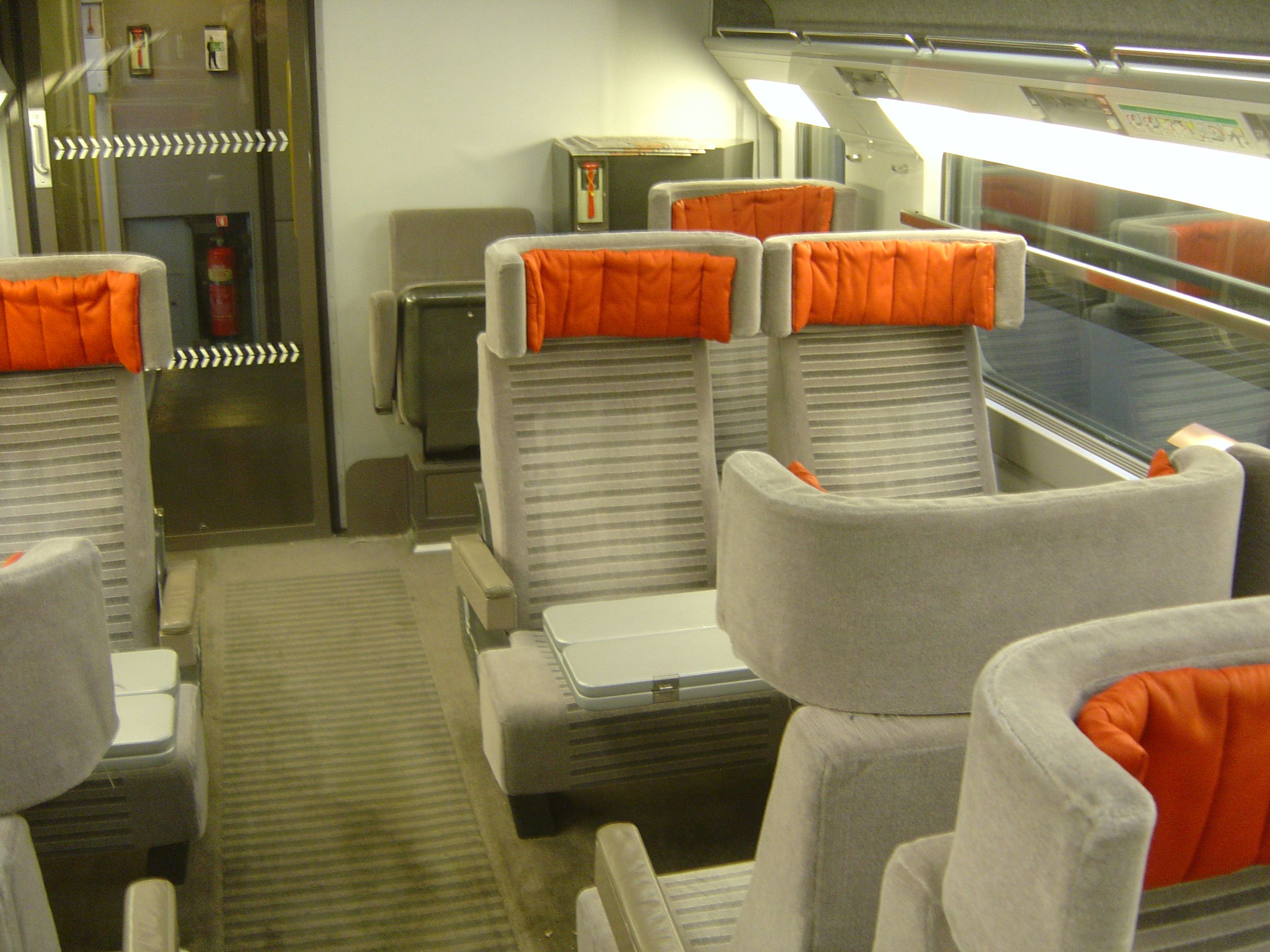
Intérieur de l'Eurostar

En 1993, au Royaume-Uni, le TGV TMST est doté de 544 sièges, avec un gabarit plus étroit que les trains français, de manière à pouvoir circuler sur le réseau britannique.

### XXIesiècle
En 2017, dans l'Ouest de la France, l'hégémonie du TGV Atlantique, dessiné par Christian Lacroix, comportant dix voitures à étage unique qui peuvent transporter 459 passagers, a laissé la place au TGV dit L'Océane : un TGV Duplex de huit voitures et 556 places, utilisé sur la liaison « Paris – Bordeaux ». Les sièges des voitures de première classe peuvent être orientées dans le sens de la marche. Cet aménagement propose également aux passagers des prises électriques et un bar.
Le train entre Bâle et Milan doit dès 2019 bénéficier d'un aménagement intérieur moderne : avec WLAN et prise de courant à chaque siège. L'entrée s'effectuera au niveau du sol. Les voitures bénéficient d'un confort climatisé ainsi que d'une isolation spéciale contre le bruit. L'originalité de ces voitures est la séparation des toilettes entre femmes et hommes, des urinoirs étant à la disposition de ces derniers.

## Technique

### Structure
De nos jours, les voitures de chemin de fer sont normalement équipées de deux bogies de deux essieux chacun. Elles mesurent généralement 26,4 m de long pour 4 m de hauteur au-dessus du rail, et 2,8 m de large. Ces dimensions correspondent en grande partie à des normes établies dans le cadre de l'UIC.

## Typologie

### Selon l'aménagement intérieur
Les voitures peuvent être divisées intérieurement en compartiments, habituellement de 6 fauteuils en 1re classe ou 6 voire 8 sièges en seconde, ou présenter une seule salle traversée par une allée centrale ; la disposition des sièges est variable, soit en vis-à-vis, les voyageurs se faisant face indépendamment du sens de la marche du train, souvent séparés par une tablette, ou parfois alignés en file tous dans le même sens, le plus souvent selon une disposition mixte ;
Les voitures modernes sont souvent exclusivement de première ou de deuxième classe, et de plus en plus non-fumeurs. La 3e classe a disparu en Europe depuis plusieurs décennies — 1956 pour la SNCF — ainsi que les autres réseaux ferroviaires membres de l'UIC. À quelques rares exceptions près, tous les trains européens sont désormais non-fumeurs (après enquêtes publiques et expérimentation, les voyageurs ont plébiscité cette solution, y compris les fumeurs !)[réf. souhaitée].
Les voitures sont en règle générale équipées de toilettes (au minimum une par voiture). Sur le réseau allemand, le rejet direct sur la voie est interdit, cette formule se généralise sur tous les réseaux ferroviaires membres de l'UIC et les voitures modernes sont équipées de toilettes chimique à rétention.
Les voitures les plus récentes sont souvent équipées pour accueillir les personnes handicapées et climatisées, avec en conséquence des baies fixes.

Différents types d'aménagements
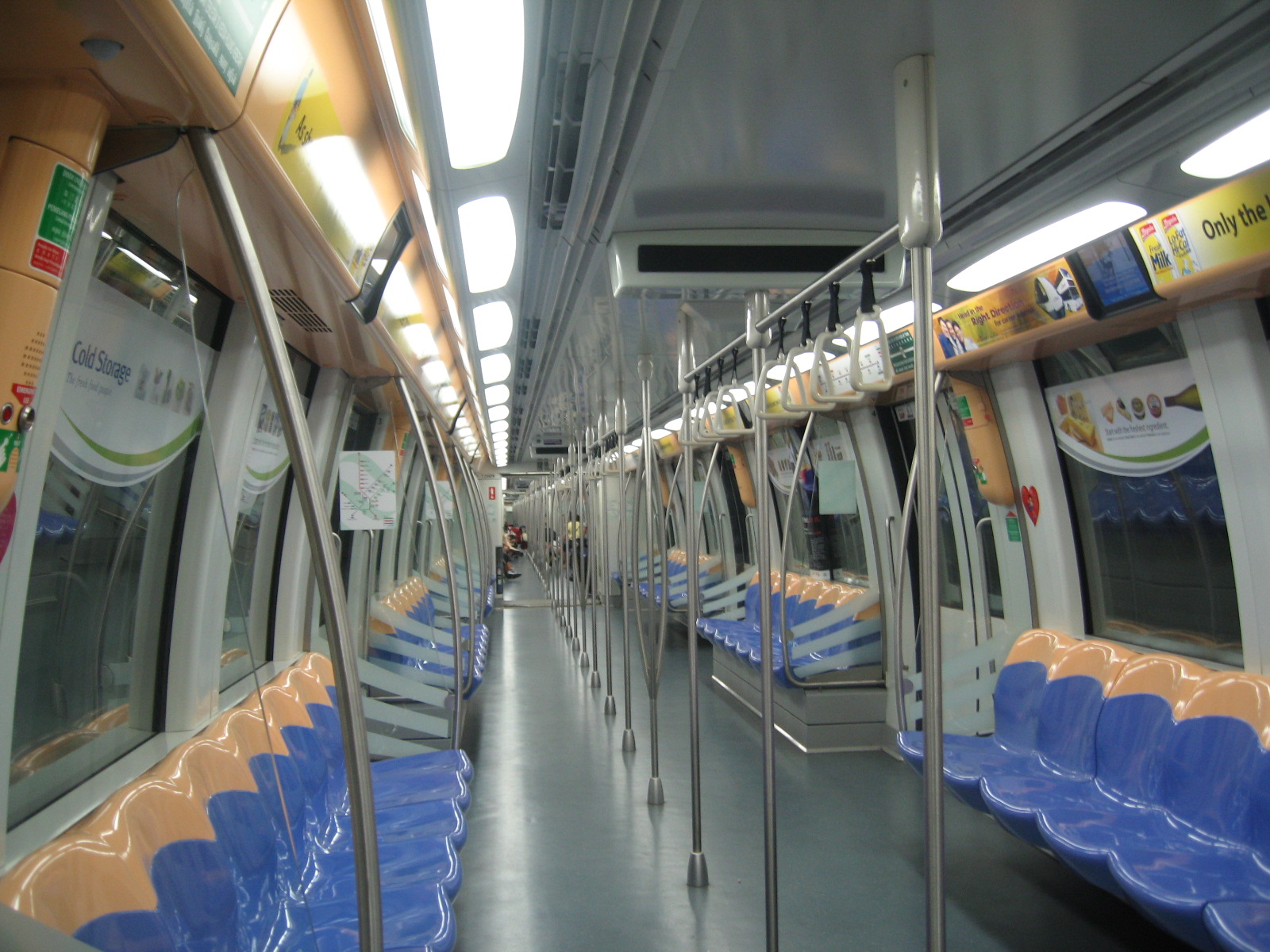
Aménagement à sièges latéraux de type métro.
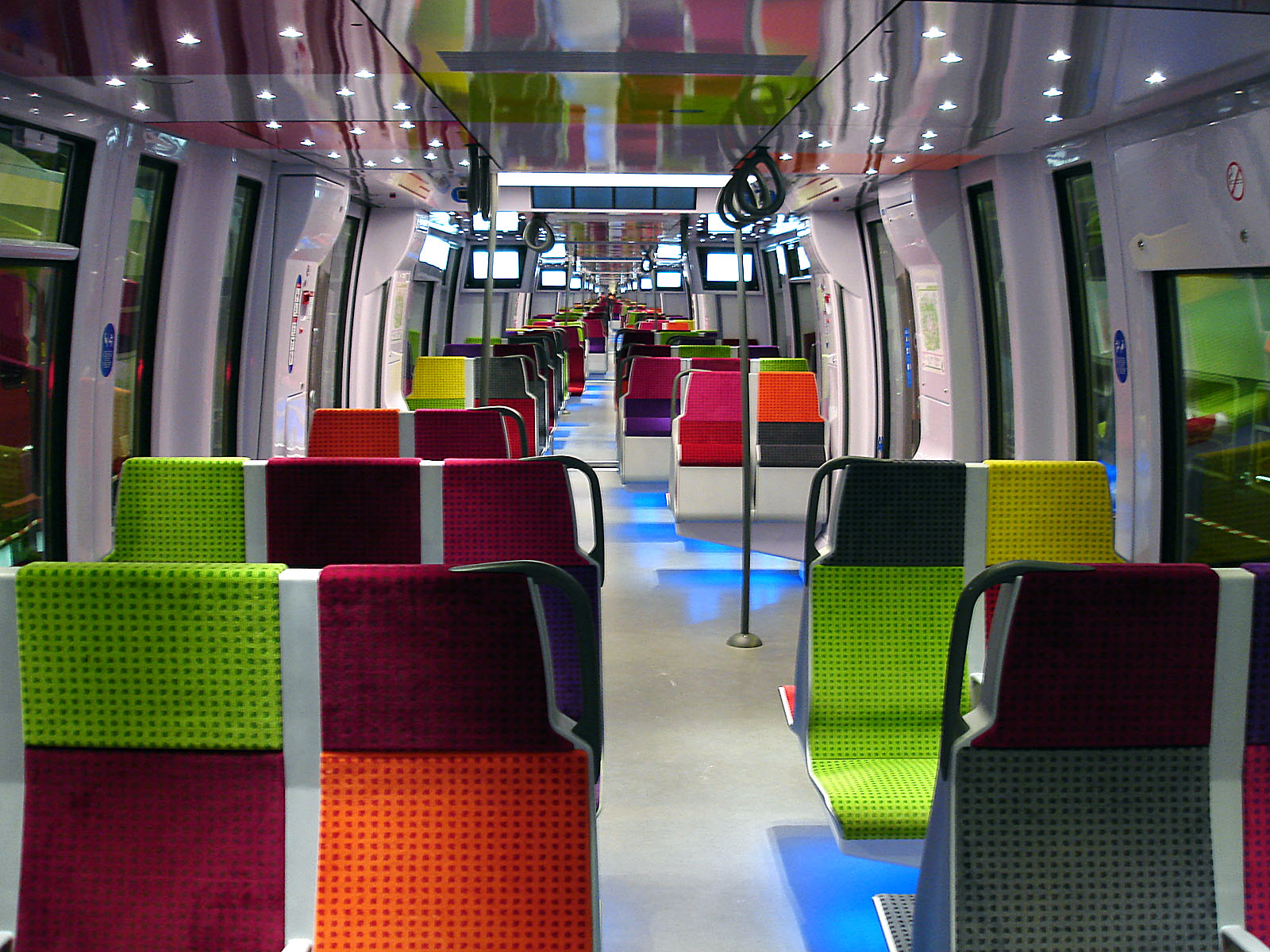
Aménagement de type train de banlieue (Z 50000).
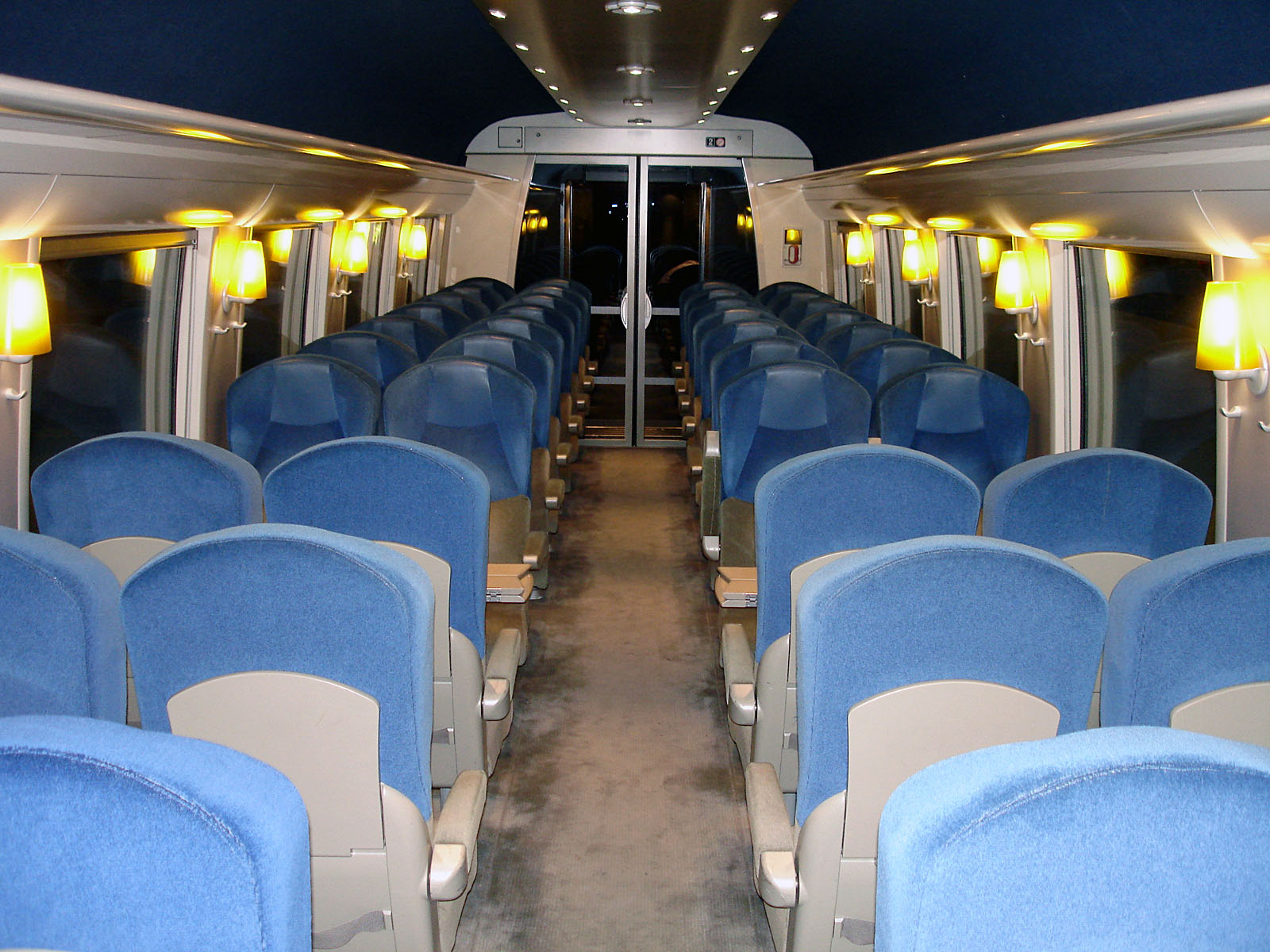
Aménagement séquentiel.
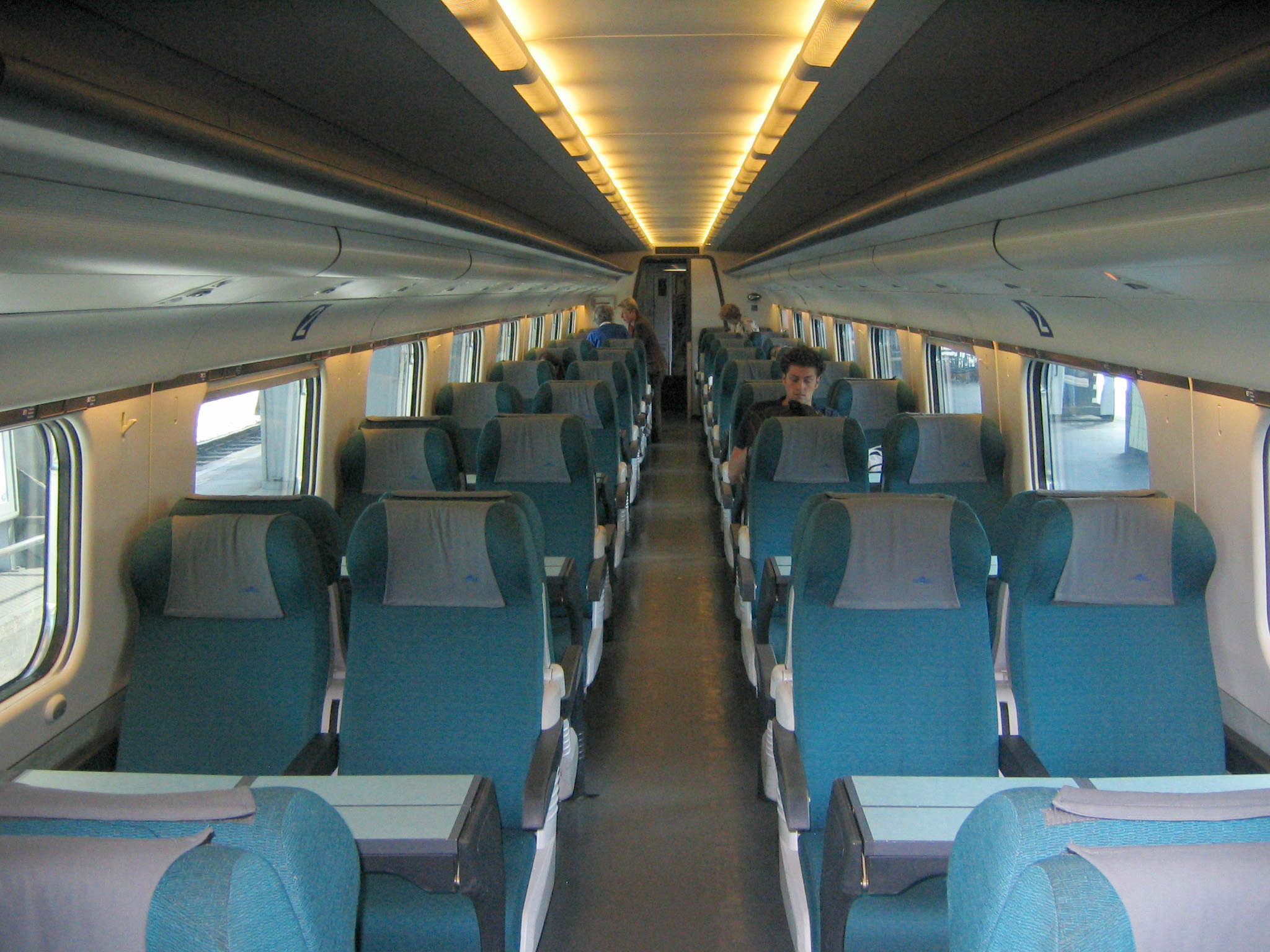
Aménagement en salon (Cisalpino, ETR 470).
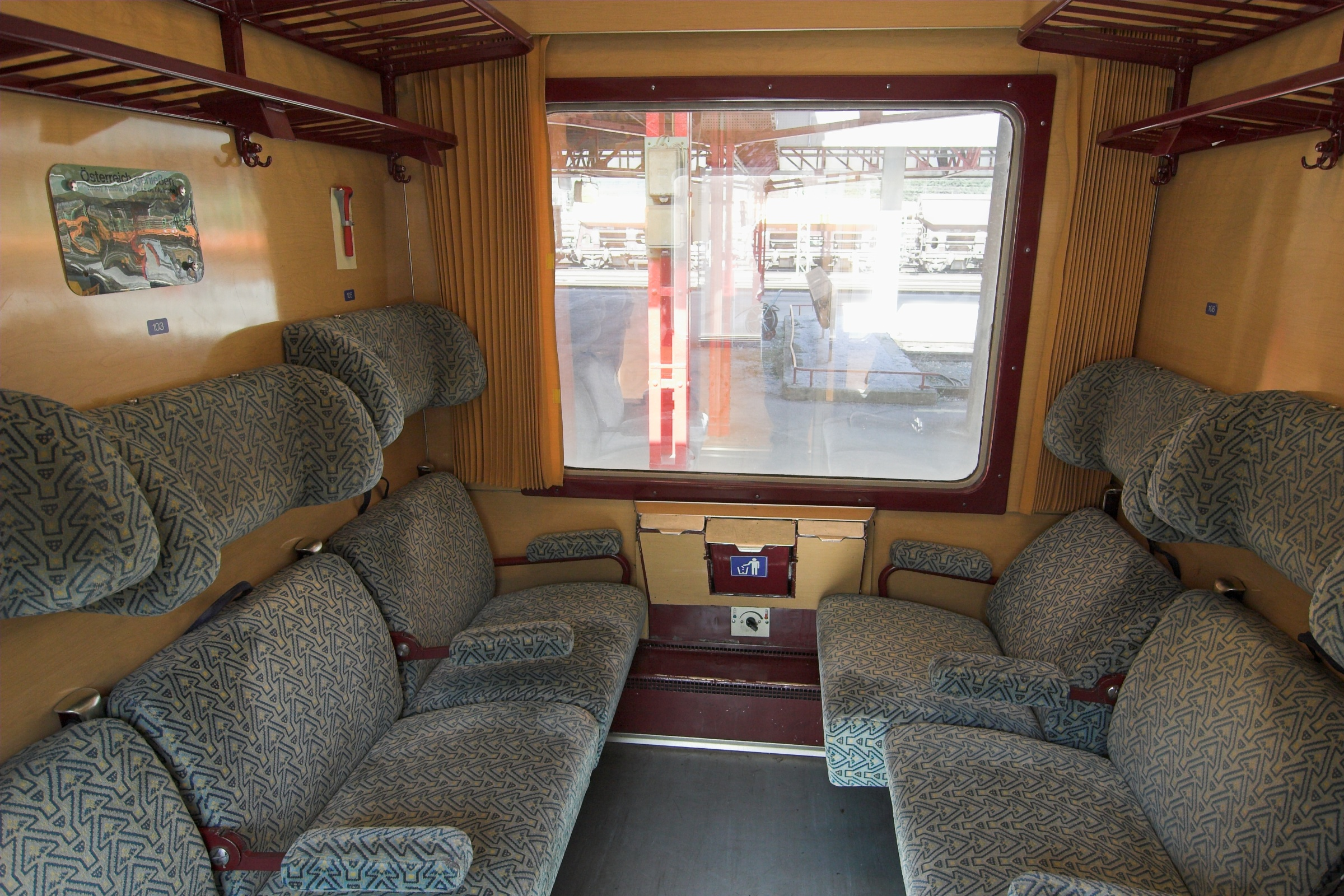
Aménagement en compartiments (ÖBB 4010).
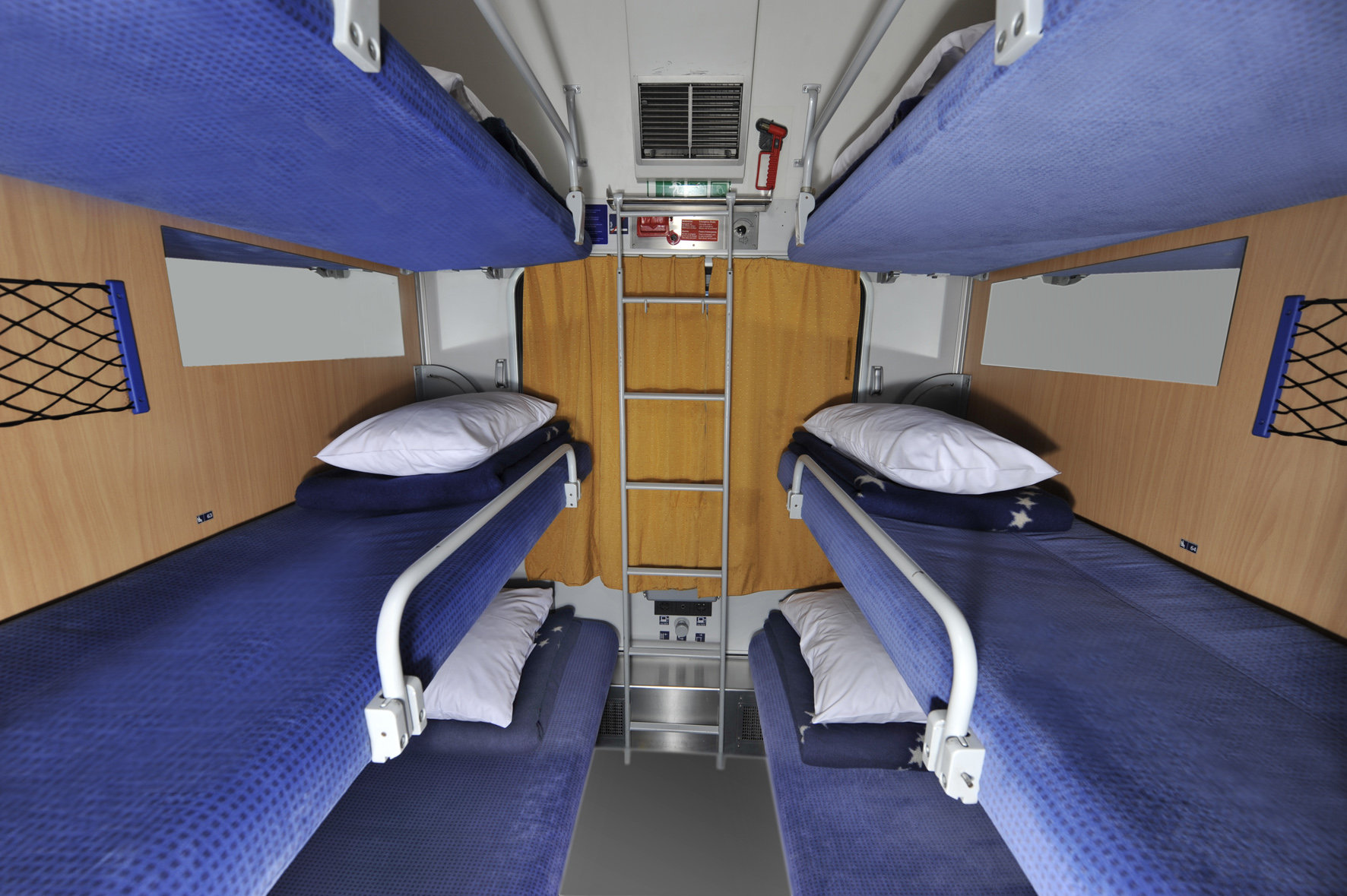
Compartiment-couchettes CityNightLine.
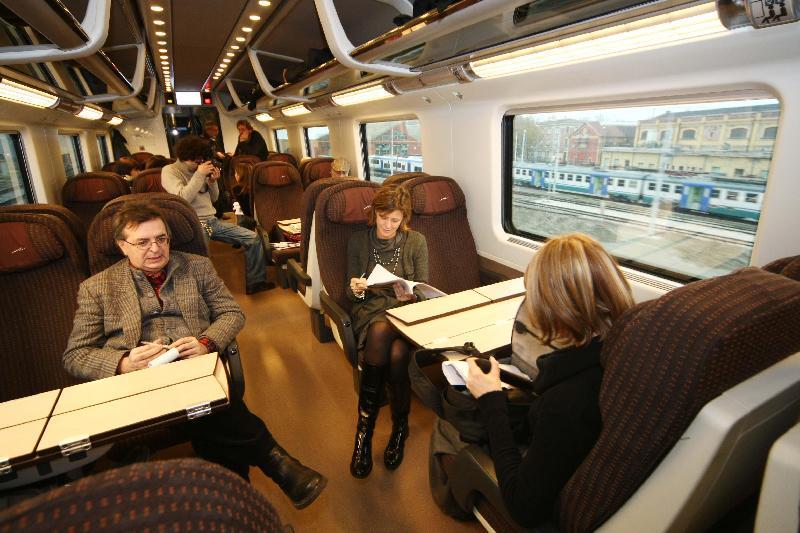
Seconde classe de l'Eurostar Italia
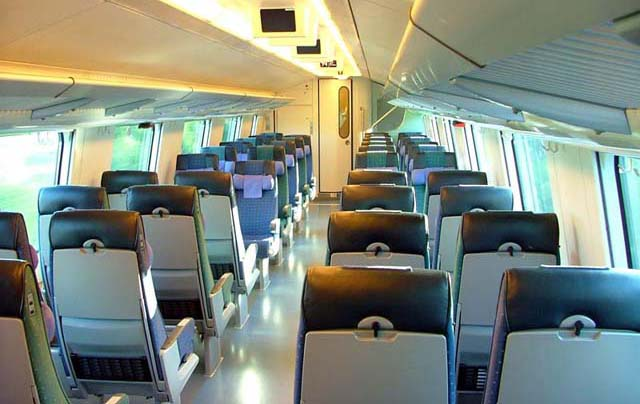
Voiture finlandaise, avec un arrangement «ouvert» des sièges
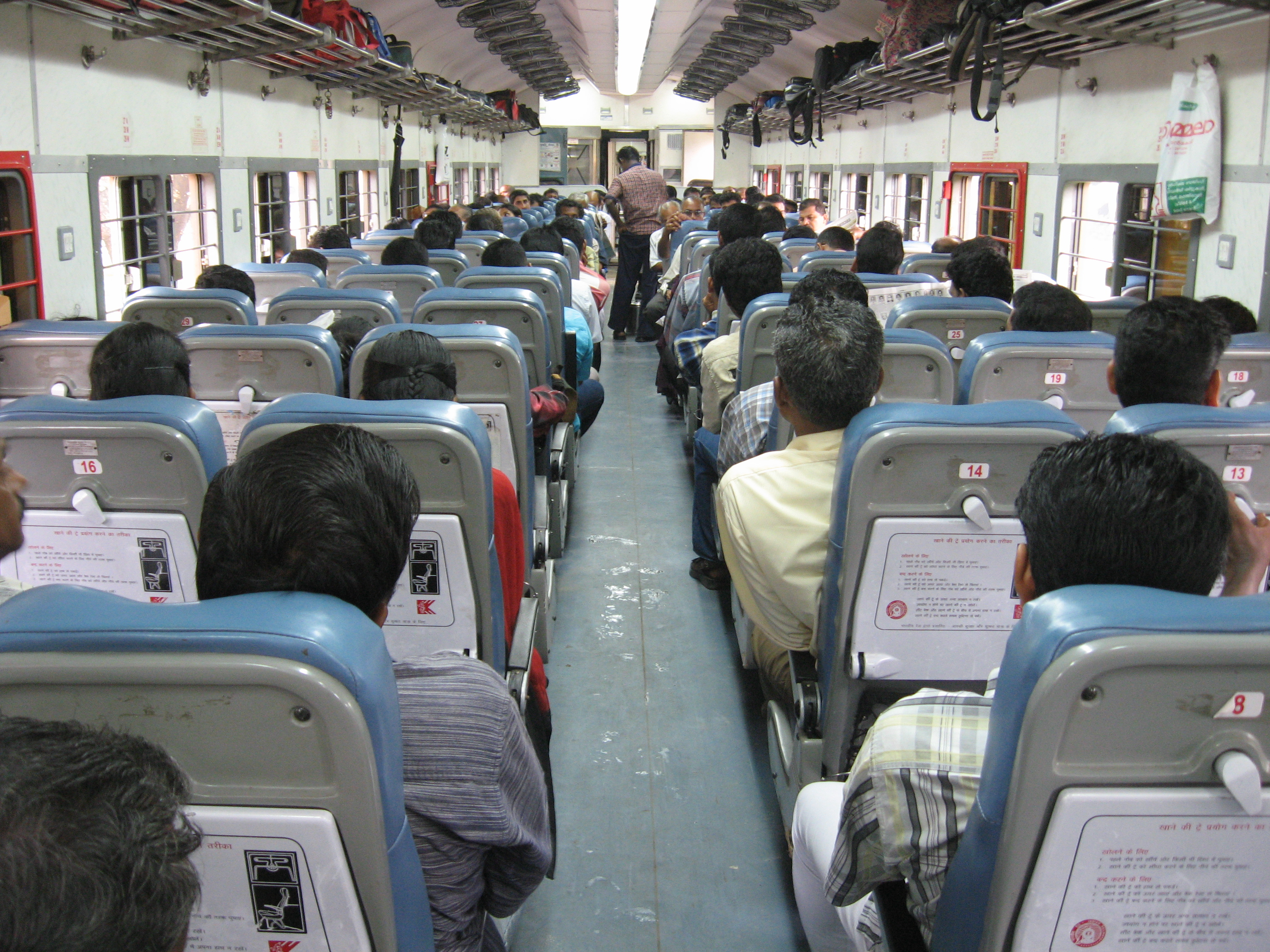
Voiture de type ouvert [3+3] siège de l'Indian Railways en Inde
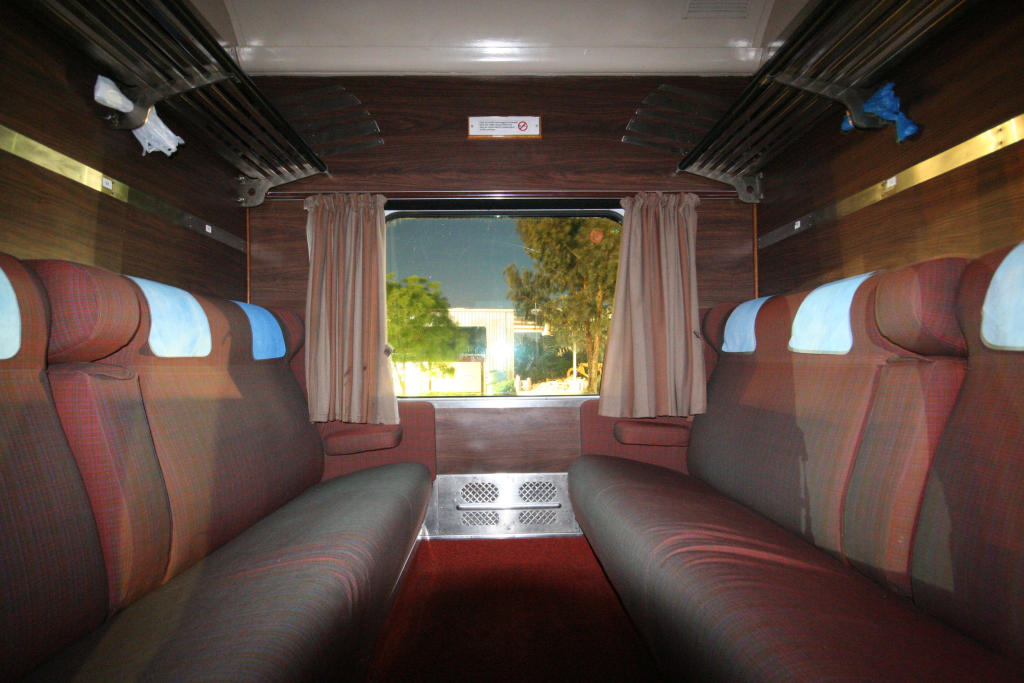
Voiture australienne à compartiments

### Selon le nombre de niveaux
Selon leur structure générale, on peut distinguer deux grands types de voitures :
- à un seul niveau, dont le plancher est classiquement situé à environ un mètre du niveau des rails ;
- à deux niveaux, dont la partie centrale est surbaissée pour permettre l'insertion d'un compartiment supérieur accessible par des escaliers situés dans les vestibules d'entrée. Ce type de voitures est très utilisé sur les lignes de banlieue fortement sollicitées, mais on en trouve également dans le trafic grandes lignes comme dans les TGV Duplex ou les InterCity des CFF.

## Confort
L'aménagement intérieur varie d'une voiture à l'autre : certaines voitures disposent de sièges qui peuvent pivoter pour être toujours orientés dans le sens de la marche. D'autres voitures sont équipées de prises de courant, de prises USB et de Wifi connecté à des bornes 4G haut débit. Certaines voitures disposent du tri des déchets. D'autres voitures permettent d'embarquer des bicyclettes. Des voitures disposent d'espaces contenant les bagages des voyageurs et de toilettes. Certaines voitures sont sur deux niveaux alors que d'autres ne sont que sur un seul niveau ce qui permet à chaque niveau d'être plus haut.